# Ann-Christine Medhammar
Märta Ann-Christine Medhammar, född 17 februari 1946 i Mönsterås, är en före detta svensk landslagsspelare i handboll och veterantennisspelare.

## Klubbkarriär
Medhammar började spela handboll i Mönsterås för Mönsterås GoIF 1962. Året efter hette klubben Mönsterås HK. Klubben kallas i flera tidningar Mönsterås HF. Hösten 1966 har hon flyttat till Stockholm och uppträder för IK Bolton. Hon gick på GIH och utbildade sig till gymnastikdirektör, Hon spelade för Bolton till 1970. Hon vinner två SM-guld med IK Bolton 1967 och 1968. 1970 började hon spela för Stockholmspolisens IF/Artemis där hon spelade tills hon avslutade sin karriär 1972.

## Landslagskarriär
Ann-Christine Medhammar spelade 12 landskamper för ungdomslandslagen från 1963 till 1967. Hon  var med och spelade en bronsmatch vid U22 -VM 1967, som Sverige förlorade med 5-13 till Tjeckoslovakien. Medhammar debuterade i A-landslaget 16 år gammal mot Norge den 3 november 1962 i Lidköping. Hon spelade också sin sista landskamp mot Norge den 14 november 1971 i Oxelösund. Enligt den nya statistiken spelade Medhammar 43 landskamper och gjorde 58 mål i landslaget. Den gamla statistiken tar upp 48 landskamper varav 5 troligen spelats utomhus. Medhammar spelade i Sveriges två sista landskamper utomhus mot Polen i augusti 1967.

## Efter handbollskarriären
Medhammar var tennisspelare efter handbollskarriären. Spridda tidningsnotiser från 1996 och senare berättar om hennes tennisspel . Hon har spelat i veteranlandslaget i tennis sedan 2015 och deltog 2022 i Seniortennis VM Florida. Hon placerade sig på sjätte plats i VM. Hon har en plats på Mönsterås Walk of fame sedan 2022.